# Amay

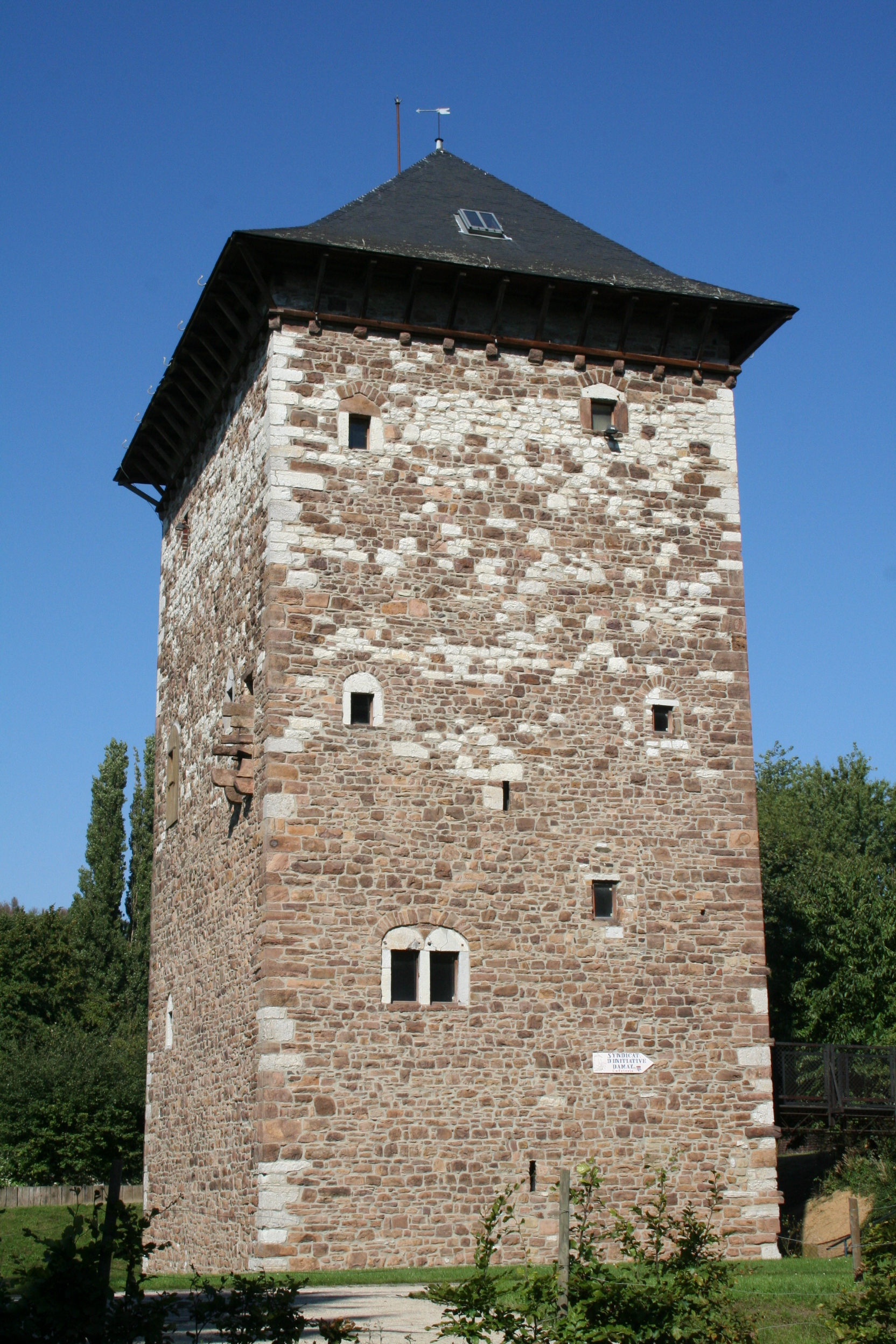
Amay, tháp phong cách Rôman (thế kỷ 17).

Amay là một đô thị tọa lạc ở vùng Wallonia, tỉnh Liège. Tại thời điểm ngày 1 tháng 1 năm, 2006, Amay có dân số 13.144 người. Tổng diện tích là 27,61 km² với mật độ dân số khoảng 476 người trên mỗi km. Cư dân địa phương có François Walther de Sluze (1622-1685).
Ở đây có lâu đài Jehay-Bodegnée, thế kỷ 16